# Eduard von Pustau

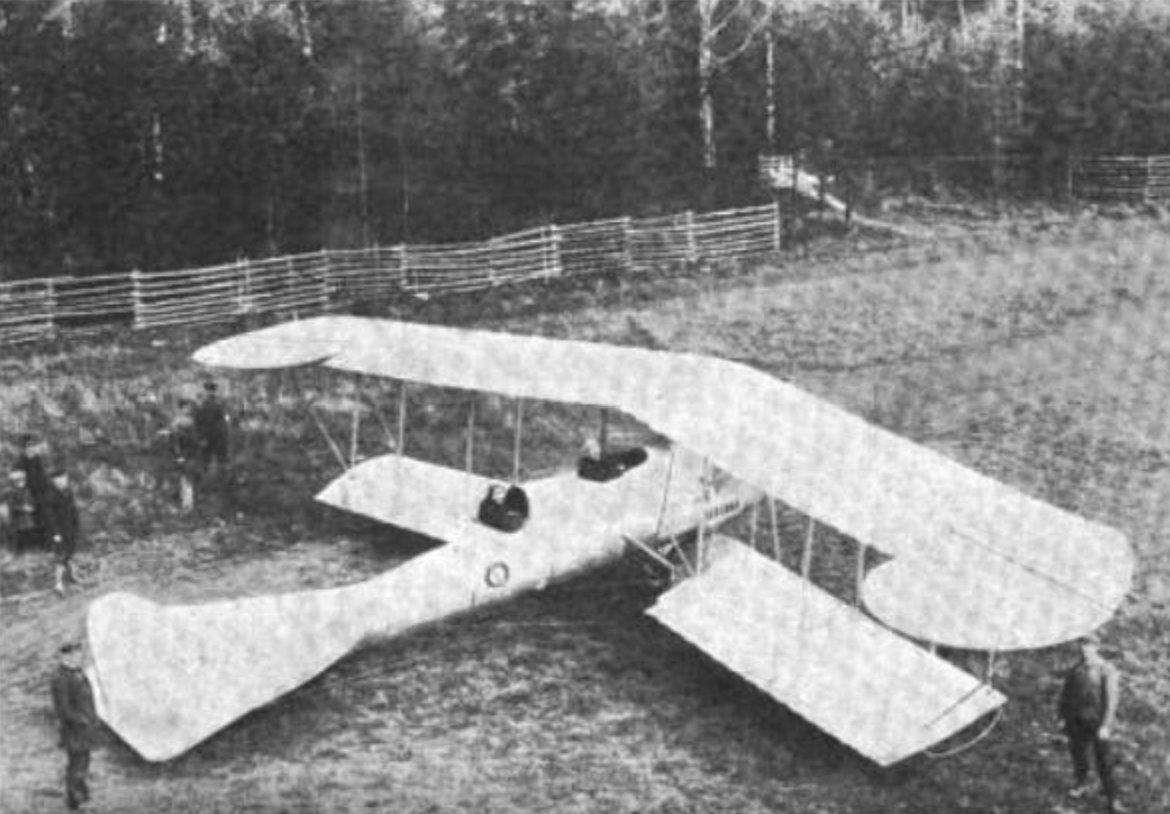
Eduard von Pustau in einer Mars-Pfeil-Doppeldecker; am Steuer Oberleutnant Bier, 1912

Karl Eduard Engelbrecht Pustau, seit 1901 von Pustau (* 15. März 1860 in Altona; † 31. März 1940 in Berlin-Wilmersdorf) war ein deutscher Kapitän zur See der Kaiserlichen Marine, Schriftsteller und früher Förderer der Luftfahrt.

## Leben

### Herkunft
Eduard war eines von zehn Kindern des deutschen Kaufmannes und Pioniers des deutschen Chinahandels Wilhelm von Pustau (1820–1879) und dessen Ehefrau Elisabeth, geborene Menke (* 1837). Sie war eine Tochter des klassischen Philologen Friedrich August Menke. Die Tochter seines Bruders, dem Handelskaufmann Alfred Julius Engelbrecht (1868–1949), war die deutsche Tänzerin Greta Wrage von Pustau.

### Karriere
Pustau trat am 17. April 1875 in die Kaiserliche Marine ein, wurde am 14. Februar 1882 zum Leutnant zur See befördert und diente die nächsten Jahre u. a. auf der Nautilus. Am 25. März 1890 wurde er zum Kapitänleutnant befördert und war nachfolgend u. a. als Adjutant von Kapitän zur See Carl Barandon bei der Inspektion des Torpedowesens tätig.
Von Februar bis Oktober 1894 war Pustau kurzzeitig Kommandant des Torpedo-Divisions-Bootes D 1. Im Jahr 1896 wurde er Kommandant der Pelikan bei der Marinedepot-Inspektion in Wilhelmshaven. Am 21. Mai desselben Jahres erfolgte seine Beförderung zum Korvettenkapitän, wonach er die nächsten Jahre u. a. zur Verfügung des Chefs der Marinestation der Ostsee stand. 1901 war er Vorstand des Minendepots in Friedrichsort und Artillerieoffizier vom Platz. Seit Mitte Februar 1901 wirkte er als Lehrer an der Marineakademie und wurde am 16. Oktober 1901 in den erblichen preußischen Adelsstand erhoben.
Pustau avancierte am 6. Dezember 1902 zum Kapitän zur See und trat Ende Juni 1903 zur Verfügung des Chefs der Marinestation der Ostsee. In Genehmigung seines Abschiedsgesuches wurde er am 9. Januar 1904 mit der gesetzlichen Pension und der Erlaubnis zum Tragen seiner Uniform unter Verleihung des Roten Adlerordens III. Klasse mit Schleife zur Disposition gestellt.
Im Ruhestand erlangte Pustau durch zahlreiche Aufsätze über die Luftfahrt in der Tages- und Fachpresse einige Bekanntheit. Auf seine Anregung bildete sich 1909 in Berlin eine Kommission, bestehend aus ihm, Oberstleutnant Hermann Moedebeck, Georg von Tschudi und Rechtsanwalt Eschenbach, welche sich mit den Vorarbeiten zur Gründung einer kapitalkräftigen großen Aktiengesellschaft für Flugplätze in Deutschland in die Wege zu leiten. Er begab sich im selbigen Jahr mit den anderen Mitgliedern der Kommission ins Ausland, um die dort bestehenden Flugplätze zu besichtigen und die dortigen Erfahrungen nutzbar zu machen. Es gelang ihm aber nicht, das notwendige Gelände für einen erschwinglichen Preis zu beschaffen, weshalb er seine Pläne aufgeben musste. Mit Arthur Müller, welcher ein Empfehlungsschreiben von Major von Tschudi besaß, fand er einen Partner für das Flugplatz-Projekt, der ihm neuen Mut zur Gründung eines deutschen Flugplatz brachte. Er war somit Mitbegründer des deutschen Flugplatzes Johannisthal, wo er 1909 Mitveranstalter des ersten internationalen Flugwettbewerbs in Deutschland war. Im Jahr 1911 war er auch Mitorganisator des deutschen Rundflug und flog selber Flugzeuge, u. a. auf einem Mars-Pfeil-Zweidecker der Deutschen Flugzeug-Werke von Leipzig nach Döberitz. Im Verein deutscher Flugtechniker war er 1. Schriftführer.
Pustau wurde nach Ausbruch des Ersten Weltkrieges als z.D.-Offizier wiederverwendet und von August bis Dezember 1914 als Dezernent in der Abteilung für Luftfahrwesen im Reichsmarineamt verwendet.
Nach Ende des Ersten Weltkrieges gab es Überlegungen, wer an die Spitze einer neuen Marine treten sollte. Es gab die Vermutung, dass es sich um Pustau, Hans Paasche oder Lothar Persius handeln könnte, die vom Vizeadmiral William Michaelis als „längst abgegangene Seeoffiziere, die seeoffizierfeindliche Demokraten bzw. Sozialisten geworden waren“ charakterisiert wurden. In der Kaiserlichen Marine war Pustau eher Außenseiter und auch kein Mitglied der Marine-Offizier-Vereinigung. Er beteiligte sich nach der Novemberrevolution 1918 mit Erfolg um Vermittlung zwischen dem Arbeiter- und Soldaten und der Marineführung.

### Familie
Pustau hatte sich am 14. September 1889 in Bremen mit Therese Pauli (1867–1945) verheiratet. Aus der Ehe gingen die Töchter Asta (1893–1969), Emmy (* 1895) und Ida (* 1899) hervor.

## Schriften
- Die kommunistische Werkfragen- und Gewerkschafts-Politik. Antira-Verlagsgesellschaft, 1929.
- Japan und Deutschland: die beiden Welträtsel; politische, wirtschaftliche und kulturelle Entwicklung. Deutscher Verlag für Politik und Wirtschaft, 1936